# Tempête Zeus
Pour les articles homonymes, voir Zeus (homonymie).
La tempête Zeus est une tempête synoptique hivernale ayant balayé la France les lundi 6 et mardi 7 mars 2017, sur une trajectoire nord-ouest/sud-est (Finistère/Alpes-Maritimes puis Corse). La particularité de cette tempête a été son renforcement rapide entraînant des vents beaucoup plus puissants qu'initialement prévus. Ce creusement rapide a fait qu'elle n'a pas affecté les îles Britanniques et s'est affaiblie aussi rapidement en quittant le territoire français. Les rafales, non les vents soutenus, ont ponctuellement atteint une puissance équivalente à un ouragan de catégorie 3.

## Évolution météorologique

Carte météorologique animée du KNMI pour Zeus du 6 au 7 mars.

Depuis quelques jours, un fort courant d'ouest régnait de l'Atlantique vers l'Europe centrale. À 9 000 mètres d'altitude, un courant-jet de 250 et 300 km/h soufflait au-dessus de la France produisant de nombreuses dépressions successives. À l'approche d'une de ces dépressions qui se creusa le 5 mars au soir, laissant entrevoir l'éventualité de la formation d'un coup de vent voire d'une tempête, le site Keraunos actualisa les prévisions selon les modèles météorologiques affichant des maximales de vents à 115 km/h. Le soir même, Météo-France mit en alerte 19 départements de la façade Ouest.
Tôt le 6 mars, la tempête en phase de creusement rapide, se situait au large immédiat de la Cornouailles anglaise avec une pression centrale de 999 hPa. Les premières rafales violentes touchèrent la pointe du Finistère vers 6 heures. Elles atteignaient déjà 104 km/h à la pointe de Penmarch et 132 km/h sur l'île d'Ouessant. La rafale la plus forte de la tempête atteignant 193 km/h  fut enregistrée sur cette période à Camaret-sur-Mer. Ces très fortes rafales sur la Bretagne ont été dues à l'émergence d'un courant-jet d'occlusion (sting jet).
À 9 heures, les vents augmentèrent en intensité de l'intérieur de la Bretagne au nord de la Nouvelle-Aquitaine en passant par les Pays de la Loire avec plus de 130 km/h localement dans les terres, comme à Rostrenen, et encore plus le long des côtes. À 15 heures, la dépression continuait sa rapide progression en direction de la région Auvergne-Rhône-Alpes. Des rafales de 100 à 130 km/h furent enregistrées sur le sud du massif central, le Languedoc et l'Hérault, où une rafale de 120 km/h fut enregistrée à Montpellier vers 16 heures, fait rare pour cette ville, en approchant un précédent record datant de décembre 1997. À 18 heures, la tempête s'étendit sur l'extrême sud-est du pays, donnant des vents violents d'ouest sur la Côte Bleue, au large de Marseille, les vagues atteignant 6 m et les rafales de 185 et 174 km/h à Saint-Raphaël et Saint-Cézaire-sur-Siagne, respectivement dans les départements du Var et des Alpes-Maritimes.
Enfin, la tempête atteignit la Corse durant la nuit du 6 au 7 mars avec des vents violents soufflant parfois jusqu'à 157 km/h en rafale à Ajaccio.
En seconde partie de journée du 7 mars, le phénomène s'éloigna vers la mer Adriatique en perdant peu à peu de son intensité pour finalement se dissiper le 8 mars.

## Impact

### France

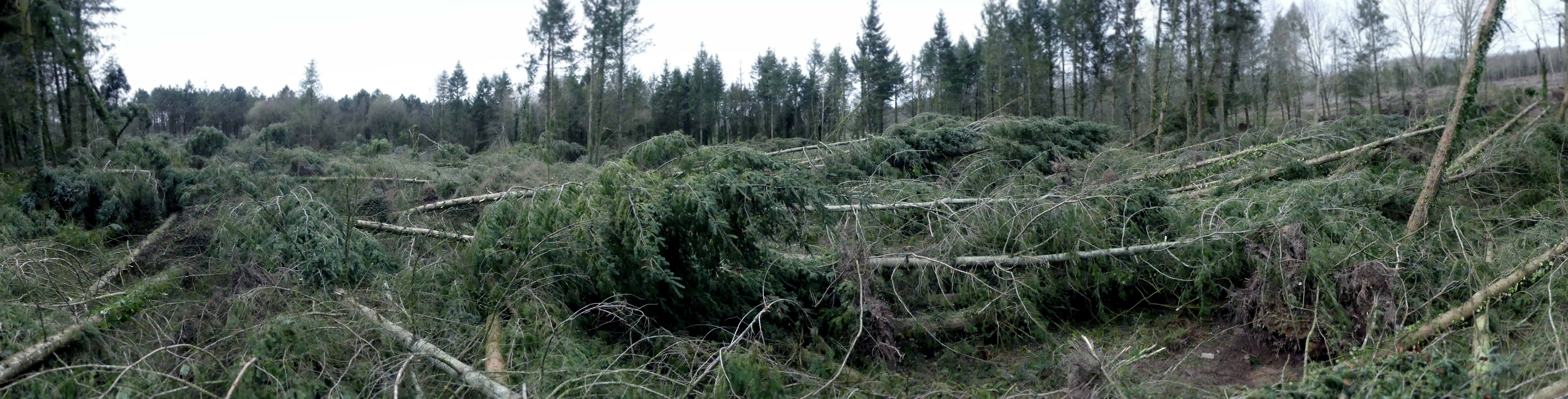
Forêt dévastée par la tempête Zeus en mars 2017 dans le Morbihan.

Le bilan humain en France fait état de deux morts (dans les Alpes-de-Haute-Provence et la Dordogne, dues à des chutes d'arbres) et d'une dizaine de blessés sur tout le territoire par la chute d'arbres et de débris volants. 600 000 foyers sont privés d'électricité au soir du 6 mars. Les dégâts sont importants (arbres arrachés, toitures endommagées, poids-lourds renversés, etc.). La mer associée à une forte houle a créé des épisodes remarquables de vague-submersion, tant sur la façade atlantique que sur les rivages méditerranéens. Autres vitesses de vents enregistrées : 191 km/h à Ouessant,157 km/h à Saint-Nazaire,145 km/h à Calvi, 142 km/h à Landerneau, 133 km/h à Quimper, 126 km/h à l'île de Ré, 115 km/h à La Rochelle.
Les trains interurbains sur les lignes de Paris vers Clermont-Ferrand, l'Auvergne, Bordeaux et la Bretagne furent retardés ou annulés pendant plusieurs heures en raison des arbres et des débris sur les lignes. De nombreux services ferroviaires locaux furent également touchés. Les vols furent perturbés aux aéroports de Nantes et de Lorient, et les services de traversier locaux annulés. Les retards de vols furent aggravés par les grèves des contrôleurs aériens. Tous les vols et les traversiers en provenance et à destination de la Corse furent annulés.

### Suisse
En Suisse, Zeus n'a touché que marginalement le pays. Elle a provoqué localement la chute de neige, la plus importante de l'hiver 2016/2017 dans les Alpes occidentales et le Bas-Valais. En 24 heures, il est tombé de 61 cm au centre de ski La Creusaz, de 55 cm à Loèche-les-Bains et encore de 40 cm à Morgins. Des vents maximaux de près de 150 km/h furent mesurés en montagnes du massif du Jura à La Dôle et à Chasseral, et jusqu'à 140 km/h dans les Alpes. En plaine, sur les régions limitrophes de la France, des vents à 80 km/h furent notés à Genève, Nyon et La Brévine.

## Comparaisons
Avec une vitesse maximale de vents enregistrée à Camaret-sur-Mer de l'ordre de 193 km/h, ceci en fait un événement météorologique d'une intensité peu courante, aux valeurs approchant celles de la tempête Martin en décembre 1999 (198 km/h) mais d'un degré moindre que celle d'octobre 1987 ayant causé de gros ravages en Bretagne et sur les îles Britanniques. Le point commun de ces tempêtes synoptiques sortant d'un schéma classique est que la dépression se creuse très rapidement au dernier moment, nommées bombes météorologiques, générant des rafales souvent supérieures à celles annoncées par les prévisionnistes.